# Sigismund Koelle
Pour les articles homonymes, voir Koelle.
Sigismund Wilhelm Koelle ou Kölle, né le 14 juillet 1823 à Cleebronn et mort le 18 février 1902  à Londres, est un missionnaire allemand travaillant pour le compte de la Church Missionary Society basée à Londres, d'abord en Sierra Leone, où il devient un pionnier des langues d'Afrique, et plus tard à Constantinople. Il publie une étude majeure en 1854, Polyglotta Africana, marquant le début d'une étude sérieuse par les Européens des langues africaines.

## Biographie
Sigismund Koelle naît à Cleebronn,, dans le royaume de Wurtemberg, au sud de l'Allemagne. Par son origine wurtembergeoise, il ressemble à ses contemporains Johann Ludwig Krapf, né en 1810, et Johannes Rebmann, né en 1820, qui ont également travaillé comme linguistes et missionnaires pour la Church Missionary Society, mais en Afrique de l'Est. Karl Gottlieb Pfander (de), né en 1803, qui est le collègue de Koelle à Constantinople, est un autre missionnaire de la CMS né dans le Wurtemberg.
Après une formation à la Mission de Bâle, un séminaire missionnaire à Bâle, en Suisse, il est transféré en 1845 à la Church Missionary Society basée à Londres. Après une formation complémentaire à Islington, il est ordonné par l'évêque de Londres, Charles James Blomfield. De décembre 1847 à février 1853, il vit et travaille en Sierra Leone, le protectorat britannique établi en Afrique de l'Ouest pour les esclaves libérés.
Sigismund Koelle enseigne au Fourah Bay College, fondé par la Church Missionary Society en 1827, « C'était un érudit sémite, et il a commencé une classe d'hébreu à Fourah Bay ; et très vite, on a pu voir de jeunes Africains, enfants d'esclaves libérés, lire l'Ancien Testament dans l'original ». Pendant son séjour en Sierra Leone, il recueille également du matériel linguistique dans de nombreuses langues africaines, en partie auprès d'esclaves libérés, comme Ali Eisami, un homme kanouri. Son ouvrage majeur, Polyglotta Africana, publié en 1854, est considéré comme le début de l'étude sérieuse d'un large éventail de langues africaines par les chercheurs européens.

## Grammaire de la langue Vaï
En 1849, alors que Sigismund Koelle est à Freetown depuis un peu plus d'un an, on lui demande d'enquêter sur une information selon laquelle les locuteurs de la langue Vy, Vei ou Vaï utiliseraient une écriture de leur propre invention. Il fait un voyage de sept semaines à Vailand pour rencontrer l'inventeur de l'écriture et rédige un récit de son voyage qui est publié plus tard la même année. Au milieu de l'année 1850, il passe quelques semaines dans le district de Gallinas à Vailand et, de novembre 1850 à mars 1851, il travaille à nouveau dans le district de Cape Mount. En juillet 1851, il termine sa grammaire du Vaï, qui est publiée par la Church Missionary Society en 1854.

## Édition de laPolyglotta Africana
Le deuxième grand travail linguistique réalisé par Sigismund Koelle au cours de ses cinq années en Sierra Leone est la Polyglotta Africana. L'idée est d'utiliser le fait que la Sierra Leone est un creuset d'anciens esclaves de toute l'Afrique pour compiler une liste de 280 mots de base, une sorte de liste Swadesh précoce, dans quelque 160 langues et dialectes. Ces mots sont ensuite regroupés, dans la mesure du possible, par familles. La plupart des informateurs qui contribuent à ce travail viennent d'Afrique de l'Ouest, mais d'autres viennent d'aussi loin que le Mozambique. La côte swahili du Kenya et de la Tanzanie manquent, car il semble que les esclaves de cette région étaient généralement emmenés vers le nord vers Zanzibar et l'Arabie plutôt que vers le sud vers l'Amérique et le Brésil. La prononciation de tous les mots est soigneusement notée à l'aide d'un alphabet similaire, mais non identique, à celui conçu par Karl Richard Lepsius, qui n'est pas encore disponible à l'époque. Le nom du livre est imité d'un ouvrage bien connu appelé Asia Polyglotta (1823) par le savant allemand Julius Klaproth.
Dans l'introduction, Sigismund Koelle indique qu'il voulait une sélection de mots suffisamment simple pour que chaque informateur puisse être interrogé en une seule journée, et c'est pourquoi il a omis les pronoms, qui auraient pris beaucoup plus de temps à obtenir. Il ajoute que quelques années auparavant, pendant de longues vacances, il avait dressé une liste similaire, comprenant seulement 71 langues, et qu'il avait tiré les leçons de cette expérience pour établir la présente liste. Le livre est accompagné d'une carte de l'Afrique indiquant l'emplacement approximatif, pour autant qu'il ait pu être déterminé, de chaque langue, préparée par le cartographe August Petermann.
La valeur de la liste n'est pas seulement linguistique, puisque l'ouvrage comprend non seulement les mots eux-mêmes, disposés avec toutes les langues sur deux pages en regard pour chaque groupe de trois mots anglais, mais Koelle a également ajouté une courte biographie de chaque informateur, avec des informations géographiques sur leur lieu d'origine et une indication du nombre d'autres personnes qu'ils connaissaient en Sierra Leone et qui parlaient la même langue. Ces informations, associées à un recensement de la Sierra Leone effectué en 1848, se sont révélées précieuses pour les historiens qui étudient la traite des esclaves africains au XIXe siècle. Sur les 210 informateurs, 179 sont d'anciens esclaves, dont deux femmes, les autres étant pour la plupart des commerçants ou des marins. Une analyse des données montre que les informateurs de Koelle sont généralement des hommes d'âge moyen ou des personnes âgées qui vivent à Freetown depuis dix ans ou plus. Les trois quarts des anciens esclaves ont quitté leur patrie plus de dix ans auparavant, et la moitié d'entre eux plus de vingt ans auparavant et, les trois quarts des informateurs ont plus de 40 ans. Un autre aspect intéressant du livre est la manière dont les informateurs ont été faits esclaves. Certains ont été capturés à la guerre, d'autres kidnappés, d'autres vendus par un parent, d'autres encore condamnés pour une dette ou un crime.

## Grammaire de la langue kanouri
La Grammaire de la langue Bornou ou kanouri, également publiée en 1854, est un autre ouvrage que Sigismund Koelle étudie et rédige en Sierra Leone. Koelle s'y attele à intervalles réguliers entre 1848 et 1853, travaillant plusieurs heures par jour avec un collaborateur appelé Ali Eisami Gazirma, également connu sous le nom de William Harding. Eisami fournit également la matière d'un autre ouvrage, African Native Literature, qui consiste en proverbes, fables, récits descriptifs et fragments historiques en langue kanouri.

À propos de la grammaire de Koelle, un chercheur ultérieur, A. Von Duisburg, écrit : 

« "La grammaire de Koelle est compilée avec beaucoup d'application, mais elle contient malheureusement de nombreuses erreurs, qui peuvent s'expliquer par le fait que Koelle n'a jamais été à Bornou ou dans un pays de race alliée. Son principal informateur était un interprète résidant au Sierra Leone, qui avait quitté sa patrie plus de quarante ans avant que Koelle ne l'utilise pour ses études linguistiques. L'examen de la grammaire mentionnée ci-dessus permet de supposer que Koelle lui-même n'a jamais parlé le kanouri. Il admet lui-même dans la préface de sa Grammaire que son interprète ne semblait pas fiable en ce qui concerne la prononciation des consonnes, ce qui est fréquemment remarqué dans la Grammaire »

Toutefois, le traducteur P. A. Benton ajoute dans une note de bas de page : « Je ne peux pas être d'accord. Koelle me semble être extraordinairement précis ».

## Fin de carrière
Après 1853, Sigismund Koelle, malade à la fin de son séjour en Sierra Leone, ne retourne plus en Afrique de l'Ouest. Il poursuit un temps ses recherches linguistiques, notamment sur les questions d'orthographe standard, en relation avec l'Alphabet standard discuté en 1854 par Karl Lepsius. En 1855, il est envoyé en Égypte, mais n'y reste que peu de temps puis, la même année, il se rend à Haïfa, en Palestine. En 1856, il reçoit le Prix Volney de 1 200 francs de l'Académie française des sciences pour ses travaux sur la Polyglotta Africana.
En 1859, il est envoyé par la Church Missionary Society à Constantinople (Istanbul) pour rejoindre Karl Gottlieb Pfander, parti l'année précédente. Avec un autre missionnaire, R. H. Weakley, il réussit à convertir des Turcs au christianisme. Cependant, en 1864, le gouvernement turc réagit violemment et plusieurs convertis turcs sont arrêtés. Pfander et Weakley sont contraints de quitter Constantinople, tandis que Koelle y reste encore quelques années. Lorsque la Church Missionary Society se retire de la ville en 1877, il y reste quelque temps en tant que missionnaire indépendant, jusqu'à ce qu'en 1879, il soit lui aussi contraint de partir, après avoir été arrêté avec un ami turc, Ahmed Tewfik, qui l'avait aidé à traduire le livre de prières anglican en turc. Koelle est libéré au bout de quelques heures, mais Tewfik est emprisonné et condamné à mort. Sous la pression du gouvernement britannique, Tewfik est envoyé en exil sur l'île de Chios, et finit par s'échapper en Angleterre, où il est baptisé en 1881 dans l'église anglicane lors d'une cérémonie à l'église Saint-Paul d'Onslow Square (en) à Londres, à laquelle assista notamment le beau-père de Koelle, l'archidiacre Philpot. Cependant, il semble qu'il ne soit pas satisfait de sa nouvelle vie et, après avoir été envoyé en Égypte en 1883, il finit par se rendre de nouveau volontairement à ses geôliers à Chios.
Sigismund Koelle meurt à Londres en 1902.

## Famille
Après son retour d'Afrique, Koelle épouse Charlotte Elizabeth Philpot (1826-1919), la fille d'un archidiacre anglais. Ils ont sept enfants. L'un d'eux, Constantine Philpot Koelle, né à Constantinople en 1862, devient plus tard membre du clergé de l'Église d'Angleterre,. L'un des fils de Constantine, Sir Harry Philpot Koelle (1901–1980), devient vice-amiral de la Royal Navy. Ses descendants prononcent le nom comme Kelly.

## Œuvres
- (en) Narrative of an expedition into the Vy country of West Africa and the discovery of a system of syllabic writing recently invented by the natives of the Vy tribe, Londres, Seeleys, Fleet Street; Hatchards, Picadilly; J. Nisbet & Co. Berners Street, 1849 (lire en ligne).
- (en) Outline of a Grammar of the Vei Language, Together with a Vei-English Vocabulary, and an Account of the Discovery and Nature of the Vei Mode of Syllabic Writing, Londres, Church Missionary House, 1854 (lire en ligne).
- (en) Grammar of the Bornu Or Kanuri Language, Londres, Church Missionary House, 1854 (lire en ligne).
- (en) African native literature, or Proverbs, tales, fables, & historical fragments in the Kanuri or Bornu language. To which are added a translation of the above and a Kanuri-English vocabulary, Londres, Church Missionary House, 1854 (lire en ligne).
- (en) Polyglotta Africana, or a comparative vocabulary of nearly three hundred words and phrases, in more than one hundred distinct African languages, Londres, Church Missionary House, 1854 (lire en ligne).
- (en) Publié sous le nom d'Abd Isa, Food for Reflection: Being an Historical Comparison Between Mohammedanism and Christianity, Londres, Church Missionary House, 1865 (lire en ligne)
- (en) The Book of Common Prayer, Translated into Turkish, Londres, SPCK, 1883 (lire en ligne).
- (en) Publié sous le nom d'Abd Isa, The death of Christ upon the cross. A fact, not a fiction: being a word in defence of Christianity against Mohammedan attacks, 1885
- (en) Mohammed and Mohammedanism, Critically Considered, Londres, 1889.
- (en) « Is Mohammed as Innocent of Imposture as Jesus Christ? », Church Missionary Intelligencer and Record, vol. 15,‎ 1890, p. 162–65.
- (en) The Apocatastasis, or Restitution of All Things, Londres, 1896.
- (en) « The Goal of the Universe or the Travail of the World's Saviour », révisé dans The Journal of Theological Studies, Vol. 8, No. 31 (April, 1907),‎ 1905, p. 471–472 (lire en ligne).